# Daniel Knopf

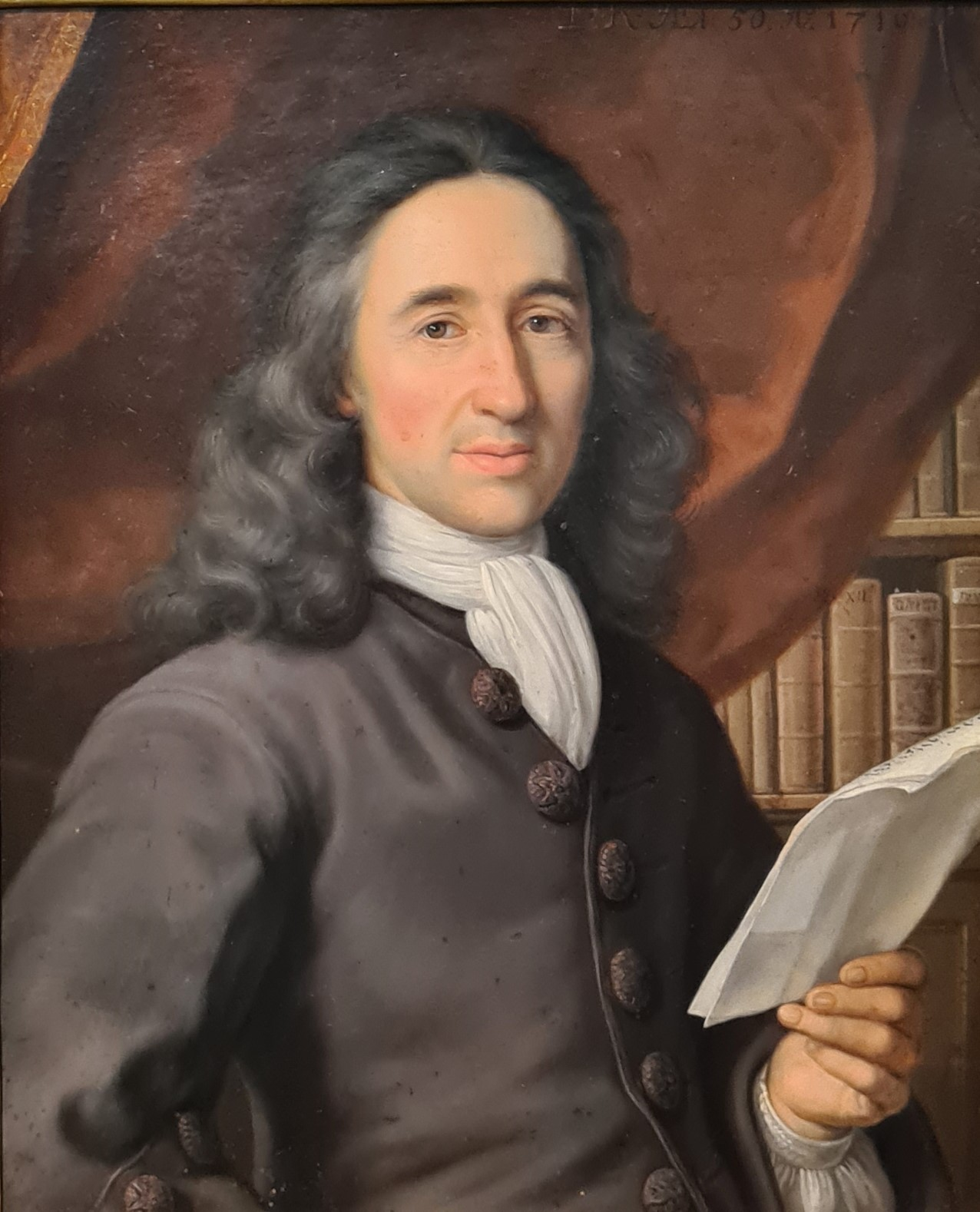
Daniel Knopf, Bildnis von Johannes Dünz (1716)

Daniel Knopf (* 1666; † 13. Dezember 1738) war ein Schweizer Bankier und Pietist.

## Leben
Der bekennende Pietist Daniel Knopf war der Sohn des Notars und Landschreibers David Knopf (1623–1681) und der Johanna Fischer. Er heiratete 1706 Maria Magdalena Zeerleder, die in erster Ehe mit dem pietistischen Pfarrvikar Johannes Müller (1668–1705) verheiratet war. Sie war die Taufpatin des Samuel Henzi. Daniel Knopf wurde 1699 im Zusammenhang mit einer pietistischen Veranstaltung verurteilt. Er war der Übersetzer von Theodor à Brakels Buch De trappen des geestelycken levens, das unter dem Titel Die Staffel dess geistlichen Lebens 1698 ohne Nennung des Übersetzers in der Obrigkeitlichen Druckerei in Bern erschien. Er war Agent der Bank Malacrida & Cie., die in der Berner Bankenkrise von 1720 Konkurs ging. Später war er Sekretär der Englischen Gelder und schliesslich Almosner der Gesellschaft zu Möhren. Maria Magdalena Zeerleder und Daniel Knopf hatten zwei Töchter, Knopf starb als letzter seines Geschlechts.
Das Bernische Historische Museum besitzt ein 1716 entstandenes Porträt des Daniel Knopf aus der Hand von Johannes Dünz.